# BET Awards 2010
Die BET Awards 2010 waren die zehnten von Black Entertainment Television (BET) vergebenen BET Awards, die an  Künstler in den Bereichen Musik, Schauspiel, Film und anderen Unterhaltungsgebieten vergeben wurden.
Die Verleihung fand am 27. Juni 2010 im Shrine Auditorium, Los Angeles, Kalifornien statt. Die Moderation übernahm Queen Latifah.
Den Preis für das Lebenswerk erhielt Al Green, den Humanitarian Award erhielt Quincy Jones.

## Liveauftritte
- Alicia Keys – No One/Try Sleeping with a Broken Heart/If I Ain’t Got You/Adore[1]
- B.o.B, Eminem & Keyshia Cole – Airplanes Part II
- Eminem – Not Afraid
- Drake & Lil Wayne – Fireworks/Over/Lose My Mind
- Kanye West – Power
- Ludacris – My Chick Bad (mit Tommy Lee)/All I Do Is Win (mit DJ Khaled)
- Monica & Deniece Williams – Everything to Me
- Nicki Minaj – Hello Good Morning
- Patti LaBelle – Purple Rain
- T.I. & Travis Barker – Yeah Ya Know (Takers)
- Usher – There Goes My Baby
- Janelle Monáe – Let’s Go Crazy
- Esperanza Spalding – If I Was Your Girlfriend
- Chris Brown – The Way You Make Me Feel/Remember the Time/Billie Jean/Man in the Mirror

Chris Brown wurde von Jermaine Jackson angekündigt und präsentierte ein Medley aus Michael-Jackson-Songs. Jackson verstarb im vorangegangenen Jahr kurz vor den BET Awards 2009. Brown selbst konnte an den Awards nicht teilnehmen, da er Anfang 2009 von seiner Exfreundin Rihanna wegen Körperverletzung angezeigt wurde und seine musikalische Karriere pausieren ließ. So konnte er die Show 2010 nutzen, um eine Hommage an sein Vorbild zu singen. Beim letzten Song Man in the Mirror brach Brown in Tränen aus, so dass das Publikum den text weiter sang.

## Gewinner und Nominierte
Die Gewinner sind fett markiert und vorangestellt.
| Video of the Year | Viewers' Choice |
| --- | --- |
| - Beyoncé feat. Lady Gaga – Video Phone - Jay-Z feat. Kanye West & Rihanna – Run This Town - Jay-Z feat. Alicia Keys – Empire State of Mind - B.o.B feat. Bruno Mars – Nothin’ on You - Melanie Fiona – It Kills Me   | - Rihanna feat. Young Jeezy – Hard - Beyoncé – Sweet Dreams - Trey Songz feat. Fabolous – Say Aah - Monica – Everything to Me - Young Money – Bedrock |
| Best Female Hip Hop Artist | Best Male Hip Hop Artist |
| - Nicki Minaj - Ester Dean - Lil' Kim - Rasheeda - Trina | - Drake - B.o.B - Fabolous - Jay-Z - Ludacris |
| Best Female R&B Artist | Best Male R&B Artist |
| - Alicia Keys - Beyoncé - Mary J. Blige - Melanie Fiona - Rihanna | - Trey Songz - Chris Brown - Raheem DeVaughn - Maxwell - Usher |
| Best Group | Best New Artist |
| - Young Money - The Black Eyed Peas - Clipse - Diddy-Dirty Money - New Boyz | - Nicki Minaj - Justin Bieber - Melanie Fiona - Wale - Young Money |
| Best Gospel Artist | Best Collaboration |
| - Marvin Sapp - The Anointed Pace Sisters - Kirk Franklin Presents Artists United For Haiti - Tamela Mann - Vickie Winans                                                                                             | - Jay-Z feat. Alicia Keys – Empire State of Mind - Beyoncé feat. Lady Gaga – Video Phone - B.o.B feat. Bruno Mars – Nothin’ on You - Drake feat. Trey Songz – Successful - Drake feat. Lil Wayne, Kanye West & Eminem – Forever - Trey Songz feat. Fabolous – Say Aah |
| Best Centric | Video Director of the Year |
| - Monica - Melanie Fiona - Maxwell - Chrisette Michele - Sade | - Anthony Mandler - Benny Boom - Gil Green - Chris Robinson - Hype Williams |
| YoungStars Award | Best Movie |
| - Keke Palmer - Selena Gomez - Lil’ JJ - Willow Smith - Tyler James Williams | - Precious – Das Leben ist kostbar - Avatar – Aufbruch nach Pandora - Gesetz der Rache - Michael Jackson's This Is It - The Blind Side |
| Best Actress | Best Actor |
| - Mo'Nique - Taraji P. Henson - Regina King - Zoe Saldana - Gabourey Sidibe | - Idris Elba - Quinton Aaron - Don Cheadle - Jamie Foxx - Denzel Washington |
| Best Female Athlete of the Year | Best Male Athlete of the Year |
| - Serena Williams - Tamika Catchings - Vanessa James - Candace Parker - Venus Williams | - LeBron James - Carmelo Anthony - Usain Bolt - Kobe Bryant - Tiger Woods |
| Best International Act | Lifetime Achievement Award |
| - Dizzee Rascal (UK) - Kojo Antwi (Ghana) - Chipmunk (UK) - Estelle (UK) - Hip Hop Pantsula (HHP) (South Africa) - K'NAAN (Somalia/Canada) - M.I (Nigeria) - P-Square (Nigeria) - Corinne Bailey Rae (UK) - Sade (UK) | - Prince |
| Best Humanitarian | |
| - John Legend | |